# Гресија (Прахова)
Гресија (рум. Gresia) насеље је у Румунији у округу Прахова у општини Старкиожд. Oпштина се налази на надморској висини од 727 m.

## Становништво
Према подацима из 2002. године у насељу је живело 8 становника, од којих су сви румунске националности.